# Капучіне

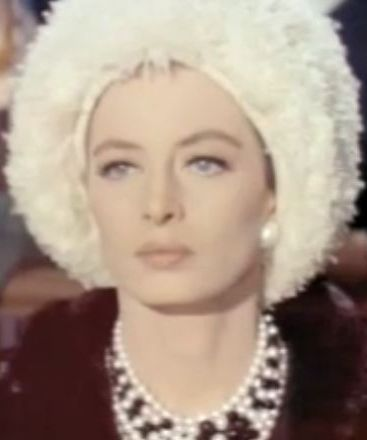
Капучіне у фільмі Рожева пантера

Капучіне (фр. Capucine, справжнє ім'я Жермен Елен Ірен Лефевр, фр. Germaine Hélène Irène Lefebvre; 6 січня 1928 — 17 березня 1990) — французька кіноакторка, модель.

## Біографія
Жермен Лефевр народилася в містечку Сен-Рафаель департаменту Вар на півдні Франції в буржуазній сім'ї. З ранніх років вона проявляла незалежність характеру. Жермен вчилася у французькій школі, вивчала іноземні мови, здобула ступінь бакалавра. Батьки хотіли, щоб вона стала шкільною вчителькою, а коли Жермен відмовилася, запропонували спробувати працювати в банку. У 17 років її помітив один професійний паризький фотограф; вона швидко стала відомою моделлю, працювала з Крістіаном Діором і Живанші.
Жермен взяла псевдонім «Капюсін» (фр. capucine) — «настурція», слово споріднене «капюшону», «капуцинам» і «капучино», — близькі друзі звали її «Кеп» (англ. Сар). В цей час вона познайомилася з майбутньою зіркою Голлівуду Одрі Гепберн; вони разом займалися моделінгом у Парижі і залишилися подругами до кінця днів, разом пізніше жили в Швейцарії, і Гепберн кілька разів врятувала подрузі життя (Жермен мала біполярний афективний розлад — і у час нападів намагалася накласти на себе руки).
Капучіно дебютувала в кіно, зігравши в 1948 році «Покоївку» у «Двоголовому орлі» Жана Кокто. У фільмі Жака Беккера «Побачення у липні» (1949) її ім'я навіть не згадувалося в титрах, — але на зйомках вона познайомилася з актором П'єром Трабо, з яким через рік одружилася. Цей шлюб тривав 6 місяців, і був першим і останнім в житті акторки.
У 1950-ті роки Капюсін майже не знімалася в кіно, зрідка з'являючись на екрані в невеликих ролях, продовжувала працювати моделлю.
В 1957 році кіноагент і продюсер Чарльз К. Фельдман зауважив Капюсін на одному з показів у Нью-Йорку і привіз її до Голлівуду, маючи намір удосконалити її англійську і навчити акторської майстерності у Григорія Ратоффа. В 1958 році акторка підписала контракт з «Columbia Pictures», а в 1960 році виконала свою першу англомовну роль в біографічному фільмі Чарльза Відора і Джорджа К'юкора про Ференца Ліста «Нескінченна пісня» («Song without end»), — їй дісталася роль княгині Кароліни Вітгенштейн. В 1961 році за цю роботу Капюсін була номінована на «Золотий глобус», — це і залишилося найвищим визнанням у її кінокар'єрі.
Протягом наступних 2 років Капюсін була зайнята в 6 великих голлівудських постановках, а в 1962 році переїхала до Швейцарії. Продовжувала зніматися в Європі до самої смерті. В 1963 році Капюсін знялася в парі з Пітером Селлерсом в комедії Блейка Едвардса «Рожева Пантера», — ця її роль найбільш відома світовій аудиторії. Пізніше з'явилася в продовженнях фільму «Слід Рожевої Пантери» (1982) і «Прокляття Рожевої Пантери» (1983).
В середині 1960-х Капюсін зустріла актора Вільяма Голдена. Попри те, що Голден був одружений з акторкою Брендою Маршалл, вони зустрічалися протягом двох років, після чого розійшлися друзями і підтримували хороші стосунки до смерті Голдена в 1981 році.
В 1960-ті — 1970-ті роки акторка багато знімалася. Її партнерами були Пітер О'Тул, Рекс Гаррісон, Жан-Поль Бельмондо, Марчелло Мастроянні, Вуді Аллен, Орнелла Муті, Чарлз Бронсон, Тосіро Міфуне та інші зірки екрану. В 1969 році Капюсін знялася в «Сатириконі» Федеріко Фелліні.
В 1976 році у фільмі Серджо Корбуччі «Блеф» Капюсін виконала роль аферистки «Белль Дюк», суперниці і об'єкта романтичного захоплення героя Ентоні Куїнна. Цей фільм мав великий успіх у радянському прокаті, і саме ця роль на довгі роки стала візитною карткою акторки в СРСР.
Капюсін все життя переслідували психічні напади, під час яких вона прагнула вчинити самогубство. Кілька разів її рятували, але в 1990 році, у віці 62 років, вона загинула в Лозанні, вистрибнувши з вікна своєї квартири на 8 поверсі. У некролозі, опублікованому в «Нью-Йорк Таймс», говорилося, що єдиними її спадкоємцями залишилися три її кішки.

## Фільмографія
- 1948 : L'Aigle à deux têtes
- 1949 : Rendez-vous de juillet
- 1950 : Ce siècle a 50 ans
- 1950 : Mon ami Sainfoin
- 1950 : Bertrand, cœur de lion
- 1955 : Frou-Frou
- 1955 : Mademoiselle de Paris
- 1960 : Le Bal des adieux
- 1960 : Le Grand Sam
- 1961 : Le Triomphe de Michel Strogoff
- 1962 : «Прогулянка по дикому шляху» / (Walk on the Wild Side) — Галлі Джерард
- 1962 : Le Lion
- 1962 : Les Don Juan de la Côte d'Azur
- 1963 : La Panthère rose
- 1964 : La Septième aube
- 1965 : Quoi de neuf, Pussycat ?
- 1966 : Феї
- 1967 : Guêpier pour trois abeilles
- 1968 : Les Cruelles
- 1969 : Satyricon
- 1969 : Fraulein Doktor
- 1971 : Soleil rouge
- 1971 : Ciao Federico !
- 1975 : Невиправний
- 1976 : Per amore
- 1976 : Блеф
- 1976 : Mœurs cachées de la bourgeoisie
- 1977 : Узяти, наприклад, нас
- 1978 : Mélodie meurtrière
- 1979 : De l'enfer à la victoire
- 1979 : Арабські пригоди
- 1979 : Ягуар живий!
- 1982 : Pour l'amour du risque
- 1982 : Aphrodite
- 1982 : À la recherche de la panthère rose
- 1983 : L'Héritier de la panthère rose
- 1983 : Balles perdues
- 1984 : Noces de soufre
- 1985 : Arabesque
- 1986 : La Griffe du destin
- 1987 : Le foto di Gioia
- 1987 : Mes quarante premières années
- 1988 : Pygmalion 88
- 1989 : Helmut Newton: Frames from the Edge
- 1989 : Quartier nègre

## Джерело
- Біографія Капучіне на сайті kino-teatr.ru [Архівовано 2 листопада 2014 у Wayback Machine.]

- Капучіне на сайті IMDb (англ.)